# Sharon Pardo

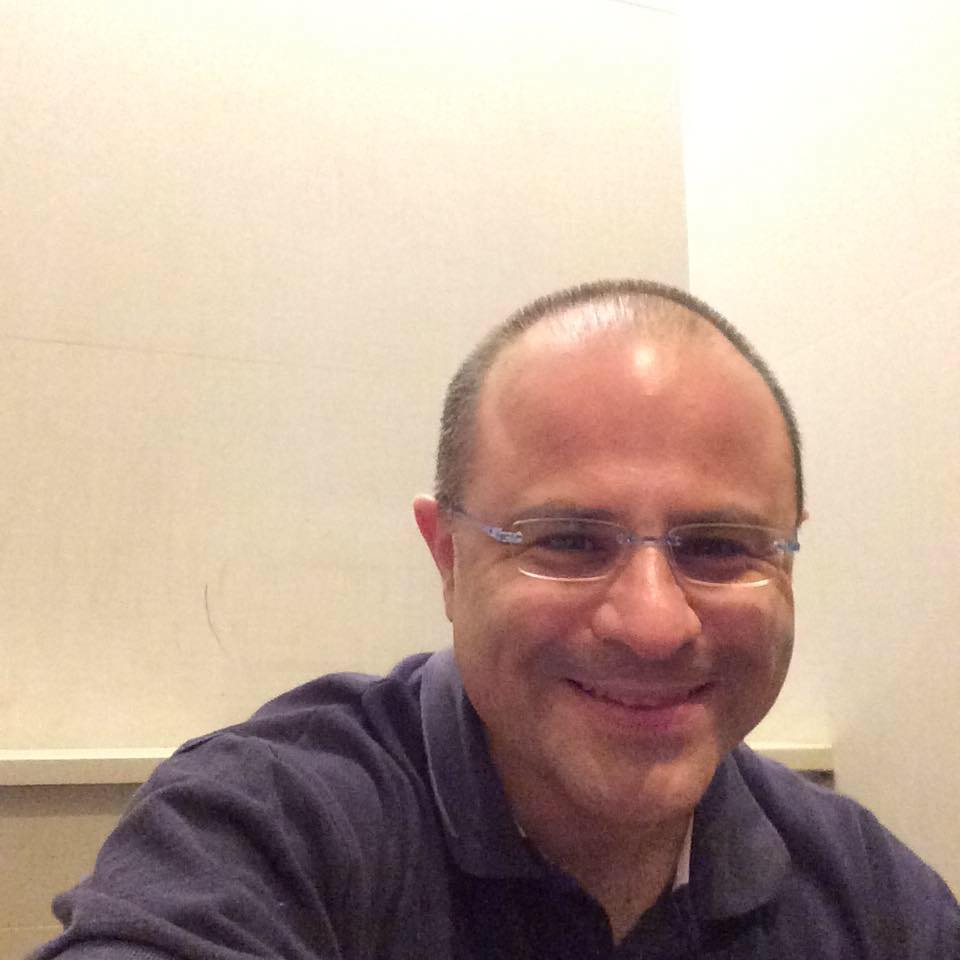
Sharon Pardo

Sharon Pardo (geboren am 17. Februar 1971 in Haifa) ist ein israelischer Professor für Internationale Beziehungen und Inhaber des Jean Monnet-Lehrstuhls ad personam in Europastudien an der Ben-Gurion-Universität im Negev (BGU).

## Akademische Laufbahn
Pardo erwarb seinen Bachelor of Laws (LL.B.) 1996 und seinen Master of Laws (LL.M.) 1997 an der School of Law der University of Sheffield. Zum Doctor of Philosophy (Ph.D.) wurde er 2003 an der Universität Gent promoviert. Thema seiner Dissertation war „Die Euro-mediterrane Partnerschaft: Vom europäischen Unilateralismus zur regionalen Ordnung“ (The Euro-Mediterranean Partnership: From European Unilateralism to Regional Regime).
An der BGU lehrt Pardo über den europäischen Integrationsprozess, Diplomatie und Völkerrecht. Sein Forschungsschwerpunkt sind die rechtlichen und politischen Dimensionen der Gemeinsamen Außen- und Sicherheitspolitik der Europäischen Union. Sein besonderes Interesse gilt darüber hinaus der Entwicklung der Euro-mediterranen Region, den Beziehungen zwischen Israel und der EU und den Beziehungen zwischen Israel und Kanada. Zu all diesen Themen gibt es zahlreiche Veröffentlichungen von ihm.
Pardo ist Leitender Forscher (Senior Researcher) am Simone Veil Research Centre for Contemporary European Studies – The National Jean Monnet Centre of Excellence at Ben-Gurion University of the Negev (BGU), dessen Vorsitzender er von 2005 bis 2017 war.
Von 2016 bis 2018 war Pardo Vorsitzender des Fachbereichs Politik und Regierungslehre (Department of Politics and Government) an der BGU. Gegenwärtig ist er Leitendes Beigeordnetes Mitglied (Senior Adjunct Fellow) des National Centre for Research on Europe (NCRE) an der University of Canterbury, Neuseeland und Mitglied des Vorstandes der Israelischen Gesellschaft für Internationale Studien (Israeli Association for International Studies) (IAIS).
Er ist Mitherausgeber der bei Lexington Books verlegten Buchreihe Europe and the World.

## Außeruniversitäre Mitgliedschaften (Auswahl)
Pardo gehört dem Vorstand der Israelischen Gesellschaft für Auswärtige Politik (Israel Council on Foreign Relations) (ICFR) an. Er ist Mitglied des International Advisory Council der Konrad-Adenauer-Stiftung und der Israelischen Anwaltsvereinigung (Israel Bar Association).

## Veröffentlichungen (Auswahl)
- Uneasy Neighbors: Israel and the European Union (mit Joel Peters). Lexington Books, Lanham MD 2010, ISBN 978-0-7391-2755-1
- Israel and the European Union: A Documentary History (mit Joel Peters). Lexington Books, Lanham MD 2012, ISBN 978-0-7391-4812-9
- Normative Power Europe Meets Israel: Perceptions and Realities. Lexington Books, Lanham MD 2015, ISBN 978-0-7391-9566-6
- The Jewish Contribution to European Integration (mit Hila Zahavi). Lexington Books, Lanham MD 2019, ISBN 978-1-7936-0319-7